# 海南龙血树
海南龙血树（学名：Dracaena cambodiana）为百合科龙血树属的植物。分布于柬埔寨、越南以及中国大陆的海南等地，生长于海拔60米至1,300米的地区，常生于林中和干燥沙壤土上，目前尚未由人工引种栽培。